# Soulèvement de Kilelér
Le soulèvement de Kilelér a lieu en Thessalie, royaume de Grèce, en mars 1910, lorsque les paysans locaux commencent à protester en masse contre les privilèges étendus des propriétaires terriens de la plaine de Thessalie (appelés τσιφλικάδων / tsiflikádon), et la restriction de leurs droits. La manifestation se termine de façon brutale le 6 mars 1910, lorsque les gendarmes abattent des paysans de sang-froid. Plus de quatre manifestants sont tués et de nombreux autres sont blessés.

## La révolte
Même si les zones rurales de la Thessalie, et la Thessalie elle-même, ont été cédées par l'Empire ottoman au royaume de Grèce par la convention de Constantinople, en 1881, les zones rurales continuent pendant de nombreuses années à être administrées par le système Tchiflik. Les tchiftliks ont un statut semi-féodal. Les tchiftliks  sont tenus de fournir un abri à leurs paysans et ne sont pas autorisés à pratiquer le travail forcé. Au fur et à mesure que les conditions de vie et de travail des paysans se détériorent, les protestations deviennent plus fréquentes, notamment après l'assassinat de personnalités telles que l'activiste Marínos Antýpas (el). Les promesses de réforme agricole faites par Elefthérios Venizélos, lors de sa campagne électorale de 1910, aggravent encore la situation. En mars 1910, les agriculteurs organisent une manifestation de masse à Larissa.
Le soulèvement de Kilelér commence lorsque des centaines de paysans essaient de se rendre en train à Larissa sans acheter de billets. Lorsque leur demande est rejetée, les agriculteurs descendent et affrontent le chef de gare, qui demandent l'intervention de la gendarmerie. Lorsque la nouvelle des meurtres se répand à Larissa, les affrontements entre gendarmes et manifestants s'intensifient.